# Вороненков, Юрий Петрович
Юрий Петрович Вороненков — советский государственный и хозяйственный деятель.

## Биография
Родился в 7 ноября 1911 году в Санкт-Петербурге. Член КПСС. Участник Великой Отечественной войны.

### Трудовой стаж
- Чертежник «Гипроцветмета»;
- Инструктор, Зав. графическим бюро Научно-технического издательства (1929—1932);
- Сменный мастер Бявинского рудника Оренбургской обл. (1937);
- Инженер, старший, главный инженер проекта, зам. начальника сектора «Гипроцветмета» (1937—1941);
- Главный инженер «Гипроцветмета» и «Гипроредмета» (1946—1947);
- Главный инженер Киргизского ГОКа (1947—1951);
- Директор Зыряновского рудоуправления (1951—1952);
- Директор Зыряновского свинцового комбината (1952—1959);
- Первый зам. председателя Восточно-Казахстанского СНХ (1959—1961);
- Председатель Восточно-Казахстанского СНХ (1961—1963);
- Председатель Казахского совета народного хозяйства (03.1963 — 10.1965);
- Заместитель Министра цветной металлургии СССР (11.1965 — 05.1980);

Избирался депутатом Верховного Совета Казахской ССР 6-го созыва.
Умер в Санкт-Петербурге в 2000 году.